# 巴美生
巴美生是一种含氮有机化合物，分子式C
12H
19NO
2，可用作血管舒張药物:94。